# Bayadera ishigakiana
Bayadera ishigakiana är en trollsländeart som beskrevs av Syoziro Asahina 1964. Bayadera ishigakiana ingår i släktet Bayadera och familjen Euphaeidae. IUCN kategoriserar arten globalt som starkt hotad. Inga underarter finns listade i Catalogue of Life.